# Hugo Haak
Hugo Haak (Nieuwegein, 29 de octubre de 1991) es un deportista neerlandés que compite en ciclismo en la modalidad de pista, especialista en la prueba de velocidad por equipos.
Ganó una medalla de plata en el Campeonato Mundial de Ciclismo en Pista de 2016 y una medalla de oro en el Campeonato Europeo de Ciclismo en Pista de 2015.

## Medallero internacional
| Campeonato Mundial | Campeonato Mundial    | Campeonato Mundial | Campeonato Mundial    |
| Año                | Lugar                 | Medalla            | Competición           |
| ------------------ | --------------------- | ------------------ | --------------------- |
| 2016               | Londres (Reino Unido) | Medalla de plata   | Velocidad por equipos |
| Campeonato Europeo |                       |                    |                       |
| Año                | Lugar                 | Medalla            | Competición           |
| 2015               | Grenchen (Suiza)      | Medalla de oro     | Velocidad por equipos |

1. ↑  Compitió en la ronda de clasificación.